# Vladimir Kondrachine
Pour les articles homonymes, voir Kondrachine.
Vladimir Petrovitch Kondrachine (en russe : Владимир Петрович Кондрашин, transcription anglaise : Vladimir Kondrashin ; né le 14 janvier 1929 à Léningrad, en URSS – décédé le 23 décembre 1999 à Saint-Pétersbourg, en Russie) est un entraîneur de basket-ball soviétique et russe. 

## Biographie
Kondrachine est sélectionneur de l'équipe d'URSS entre 1970 et 1976. Il mène l'équipe à sa première victoire aux Jeux olympiques en 1972, en battant les États-Unis lors d'un match controversé, grâce à un tir à la dernière seconde d'Alexandre Belov. 
Il dirige également la sélection soviétique lors de la victoire au championnat du monde 1974. Il remporte également une médaille de bronze bronze lors des Jeux olympiques 1976, un titre de champion d'Europe en championnat d'Europe 1971, gagnant l'Universiade d'été 1970, deux médailles d'argent au championnat d'Europe 1975 et à l'Universiade d'été 1973 et une médaille de bronze au championnat d'Europe 1973.
Vladimir Kondrachine fut également l'entraîneur du club du Spartak Léningrad de 1967 à 1995. Il remporte la coupe d'Europe des vainqueurs de coupe en 1973 et 1975 et le championnat d'URSS en 1975. 
Il est intronisé au FIBA Hall of Fame en 2007. Sa vie a inspiré le film russe Dvijenie vverkh (Mouvement vertical) d'Anton Meguerditchev sorti en 2017 et son rôle est tenu par Vladimir Machkov